# 실내 공기질
실내 공기질(Indoor air quality, IAQ)은 건축물과 구축물 내부 및 주변의 공기질이다. IAQ는 건물 거주자의 건강, 편안함 및 복지에 영향을 미치는 것으로 알려져 있다. 열악한 실내 공기질은 새집증후군, 생산성 저하, 학교 학습 장애와 관련이 있다. 실내 공기의 일반적인 오염 물질에는 간접 흡연에 의한 연기, 실내 연소로 인한 대기 오염 물질, 라돈, 곰팡이 및 기타 알레르기 유발 물질, 일산화 탄소, 휘발성 유기 화합물, 레지오넬라균 및 기타 박테리아, 석면 섬유, 이산화 탄소, 오존 및 미세먼지가 포함된다. 오염원 제어, 여과 및 환기 장치를 사용하여 오염 물질을 희석하는 것이 실내 공기 질을 개선하는 주요 방법이다.
IAQ는 공기 샘플 수집, 오염 물질에 대한 인간의 노출 모니터링, 건물 표면 분석, 건물 내부 공기 흐름의 컴퓨터 모델링을 통해 평가된다. IAQ는 실내 생활의 물리적, 심리적 측면(예: 조명, 시각적 품질, 음향 및 열적 쾌적성)에 영향을 미치는 기타 요소와 함께 실내 환경 품질(indoor environmental quality, IEQ)의 일부이다.
실내 작업장에는 사무실, 소매점, 병원, 도서관, 학교 및 유치원 보육 시설이 포함된다. 이러한 작업장의 직원은 유해 물질이나 과도한 소음에 노출되지 않더라도 새집증후군과 관련된 증상을 보일 수 있다. 증상으로는 눈의 화끈거림, 목의 따끔거림, 코 막힘, 두통 등이 있다. 이러한 고통은 종종 단일 원인으로 돌릴 수 없다. 문제의 원인을 확인하기 위해 조사관은 공기를 분석하고 조명, 소음, 온도 및 전리 방사선을 고려할 수 있다. 독일 사회상해보험 산업안전보건연구소의 지원을 받는 보고서는 실내 작업장에서 발생하는 개인의 건강 문제를 체계적으로 조사하고 실질적인 해결책을 찾는 데 도움이 될 수 있다.
실내 공기 오염은 개발도상국의 주요 건강 위험이며 일반적으로 해당 맥락에서 "가정 공기 오염"(household air pollution)이라고 한다. 주로 환기가 잘 되지 않는 실내 환경에서 목재, 숯, 배설물, 농작물 찌꺼기 등의 바이오매스 연료를 연소시켜 조리 및 가열하는 방법에 관한 것이다. 수백만 명의 사람들, 주로 여성과 어린이들이 심각한 건강 위험에 직면해 있다. 전체적으로 개발도상국의 약 30억 명이 이 문제로 영향을 받고 있다. 세계보건기구(WHO)는 요리와 관련된 실내 공기 오염으로 인해 연간 380만 명이 사망하는 것으로 추산한다. 세계 질병 부담 연구에서는 2017년 사망자 수가 160만 명으로 추산되었다.

## 같이 보기
- 공기청정기
- 리모델링